# William Halpenny
William "Bill" Halpenny (Illa del Príncep Eduard, 23 de maig de 1882 - Charlottetown, Illa del Príncep Eduard, 10 de febrer de 1960) va ser un atleta canadenc, especialista en salt de perxa, que va competir a començaments del segle xx.
Halpenny començà practicant tota mena de proves atlètiques, però fou en el salt de perxa on destacà més. El 1904 establí el rècord nacional canadenc a l'aire lliure amb 3m 51 cm i el 1908 guanyà el campionat de l'especialitat de l'Amateur Athletic Union.
El 1912 va prendre part en els Jocs Olímpics, d'Estocolm, on disputà la prova del salt de perxa del programa d'atletisme. En ella guanyà la medalla de bronze amb un millor salt de 3m 80 cm, empatat amb Frank Murphy i Bertil Uggla. Halpenny quedà greument ferit en la caiguda d'un dels seus salts i hagué de retirar-se de la competició.
Fou el primer habitant de l'Illa del Príncep Eduard en prendre part en uns Jocs Olímpics.